# Elaphoglossum blumeanum
Elaphoglossum blumeanum är en träjonväxtart som först beskrevs av Fée, och fick sitt nu gällande namn av John Smith. Elaphoglossum blumeanum ingår i släktet Elaphoglossum och familjen Dryopteridaceae. Inga underarter finns listade.